# Lysianassa plumosa
Lysianassa plumosa är en kräftdjursart som beskrevs av Boeck 1871. Lysianassa plumosa ingår i släktet Lysianassa och familjen Lysianassidae. Arten har ej påträffats i Sverige. Inga underarter finns listade i Catalogue of Life.